# أرشيبالد كوكس
أرشيبالد كوكس (بالإنجليزية: Archibald Cox) (و. 1912 – 2004 م) هو محاماة، ومحام من الولايات المتحدة الأمريكية .
وهو عضو في الحزب الديمقراطي الأمريكي .

## التعليم
تعلم في كلية هارفارد للحقوق، وجامعة هارفارد.

## مناصب وهيئات
أدار جامعة هارفارد.

## روابط خارجية
- أرشيبالد كوكس على موقع مونزينجر (الألمانية)
- أرشيبالد كوكس على موقع إن إن دي بي (الإنجليزية)